# والتر جيجير
والتر جيجير هو كيميائي سويسري، ولد في 6 سبتمبر 1943.